# Ombudsman (Luxembourg)
Pour les articles homonymes, voir Ombudsman.
Au Luxembourg, l'Ombudsman ou office du médiateur est une autorité administrative indépendante créé en 2004 et qui a pour mission de traiter à l'amiable les conflits entre les citoyens et l'administration publique du Grand-Duché.

## Histoire
L'Ombudsman est créé par la loi du 22 août 2003 instituant un médiateur, rattaché à la Chambre des députés, et mis en place de façon effective le 1er mai 2004,.
Par la loi du 11 avril 2010 « portant approbation du protocole facultatif se rapportant à la Convention contre la torture et autres peines ou traitements cruels, inhumains ou dégradants, adopté par l'Assemblée Générale de l'Organisation des Nations Unies à New York, le 18 décembre 2002 et portant désignation du médiateur en tant que mécanisme national de prévention et fixant ses attributions », le rôle de l'Ombudsman est étendu au contrôle des prisons afin de s'assurer du respect des droits humains dans ces lieux.
| Identité                        | Période          | Période         | Durée                      | Étiquette |
| Identité                        | Début            | Fin             | Durée                      | Étiquette |
| ------------------------------- | ---------------- | --------------- | -------------------------- | --------- |
| Marc Fischbach (né en 1946)     | 1er mai 2004     | 31 janvier 2012 | 7 ans, 8 mois et 30 jours  | CSV       |
| Lydie Err (née en 1949)         | 1er février 2012 | 31 mars 2017    | 5 ans, 1 mois et 30 jours  | LSAP      |
| Claudia Monti (d) (née en 1971) | 1er avril 2017   | En cours        | 7 ans, 11 mois et 13 jours | DP        |

En mars 2017, Claudia Monti remplace Lydie Err à la tête de l'Ombudsman.

## Missions
Les deux missions du médiateur du Grand-Duché de Luxembourg sont :
- Selon l'article premier, alinéa 2 de la loi du 22 août 2003[1] : « Le médiateur a pour mission de recevoir, dans les conditions fixées par la présente loi, les réclamations des personnes visées à l'article 2, paragraphe (1), formulées à l'occasion d'une affaire qui les concerne, relatives au fonctionnement des administrations de l'Etat et des communes, ainsi que des établissements publics relevant de l'Etat et des communes, à l'exclusion de leurs activités industrielles, financières et commerciales. » ;
- Selon les articles 2 et 3 de la loi du 11 avril 2010[3] : « Le médiateur est désigné comme mécanisme national de prévention [...] Dans le cadre de ses compétences [...], le médiateur a pour mission d'assurer le contrôle externe des lieux où se trouvent des personnes privées de liberté. En cette qualité, il lui appartient de contrôler et d'évaluer, sur le territoire national, ces mêmes lieux. »

À noter que l'Ombudsman n'a pas de pouvoir de sanction. Les services de l'Ombudsman sont gratuits pour les citoyens.
Au Luxembourg, la mission de créer une autorité administrative indépendante est une tâche ténueuse considérant la taille réduite du pays et l'enchevêtrement des réseaux politiques et économiques.

## Médiateurs
Le médiateur est nommé par la Chambre des députés à la majorité simple, pour une durée de 8 ans non renouvelable. Le vote des députés est anonyme.